# Рецато
Рецато (итал. Rezzato) је насеље у Италији у округу Бреша, региону Ломбардија.
Према процени из 2011. у насељу је живело 12779 становника. Насеље се налази на надморској висини од 146 м.

## Становништво
| 1951. | 1961. | 1971. | 1981.  | 1991.  | 2001.  | 2011. |
| ----- | ----- | ----- | ------ | ------ | ------ | ----- |
| 6.783 | 7.433 | 8.724 | 10.644 | 11.460 | 12.295 | 30    |

## Партнерски градови
- Богородицк